# اسکارلت پیمپرنل (فیلم ۱۹۸۲)
اسکارلت پیمپرنل (به انگلیسی: The Scarlet Pimpernel) فیلمی تلویزیونی محصول سال ۱۹۸۲ و به کارگردانی کلایو دانر است. در این فیلم بازیگرانی همچون آنتونی اندروز، جین سیمور، ایان مک‌کلن، جیمز ویلرز، النور دیوید، دومینیک جفکات، دنیس لیل، آن فیربنک، جولین فلوز، کارول مک‌ریدی و تیموتی کارلتون ایفای نقش کرده‌اند.